# Acrapex curvata
Acrapex curvata är en fjärilsart som beskrevs av George Francis Hampson 1902. Acrapex curvata ingår i släktet Acrapex och familjen nattflyn. Inga underarter finns listade i Catalogue of Life.